# Városháza (Brugge)
A bruggei városháza, az egyik legrégebbi németalföldi városháza a nyugat-flandriai város világörökségi belvárosában, a Burg nevű városrészben található. Közvetlen szomszéda a Szent Vér-bazilika. A város igazgatása ma is innen, a reprezentatív főépület mögött elhelyezkedő irodaépületből történik.

## Története

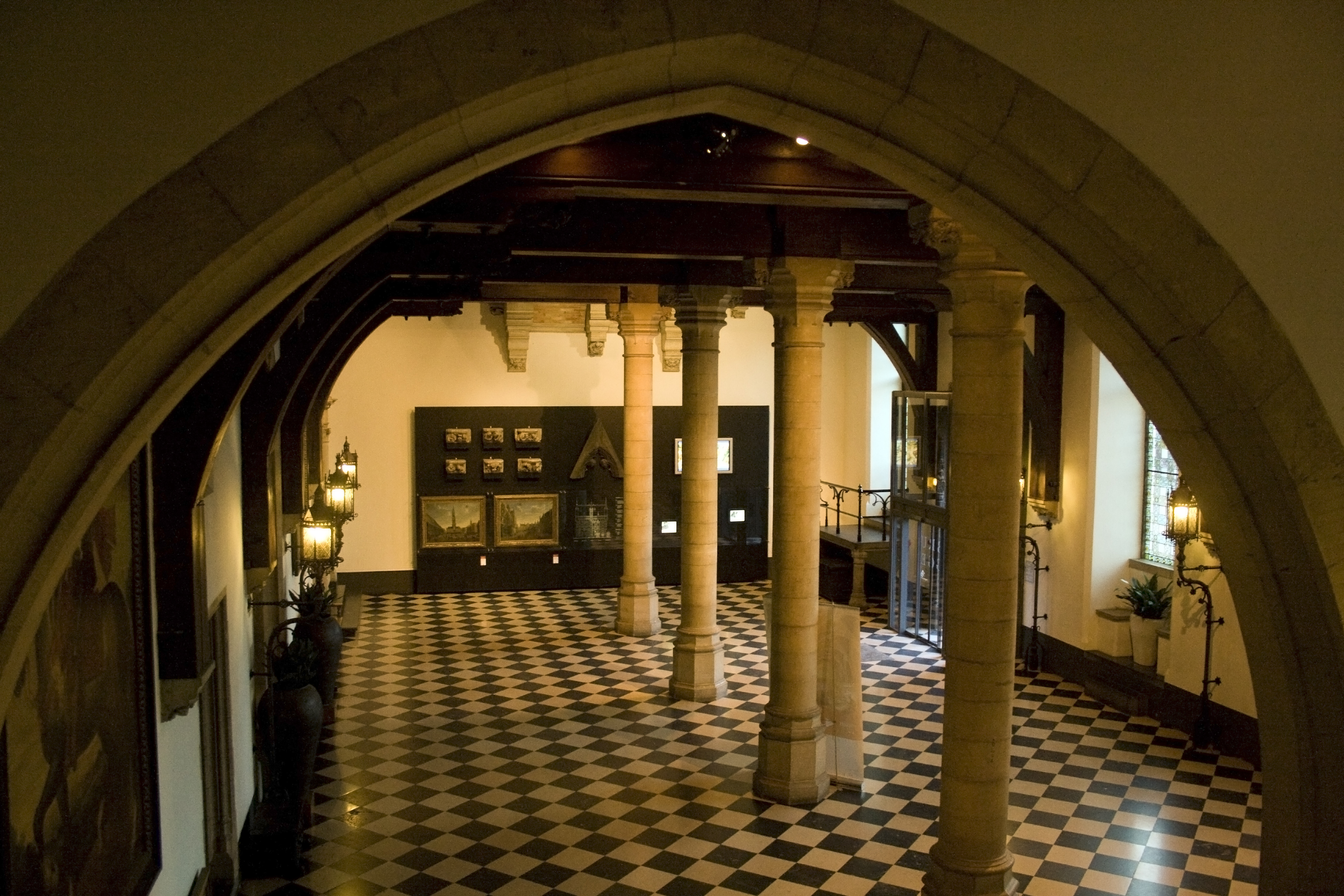
A földszinti csarnok

Építését 1376-ban kezdték meg és 1421-ben fejezték be. Késő gótikus stílusban épült, hasonlóan a leuven-i városházához, négyzetes alaprajzzal, saroktornyokkal, magas nyeregtetővel. Az impozáns, gazdagságot sugárzó épület Brugge 14. századi virágkoráról tanúskodik.
A homlokzaton bibliai és történelmi alakok (flandriai grófok és grófnők) szobrai láthatók. Ezeket már többször felújították. Az eredeti szobrok vagy azok darabjai közül sok különböző külföldi múzeumokban található meg, mivel a francia forradalom idején azokat leszedték helyükről.
A díszes tetőzet szélén csipkézett mellvéd és dekoratív őrtornyok helyezkednek el. A bal oldali bejárat eredetileg a homlokzat első osztatában volt, 1766-ban helyezték át a másodikba, hogy szimmetrikus legyen a jobb oldalival, amely jelenleg a múzeumi bejárat.
1887-ben egy tűzvész nagy károkat tett az épületben. 1895 és 1905 között Louis Delacenserie és Jean-Baptiste Béthune építészek vezetésével teljesen felújították.

## A Gótikus terem
Az első emeleti gótikus terem 19. századi falfestményeivel, fából készült függőboltozatával és gazdagon díszített falaival önmagában is egy műalkotás.

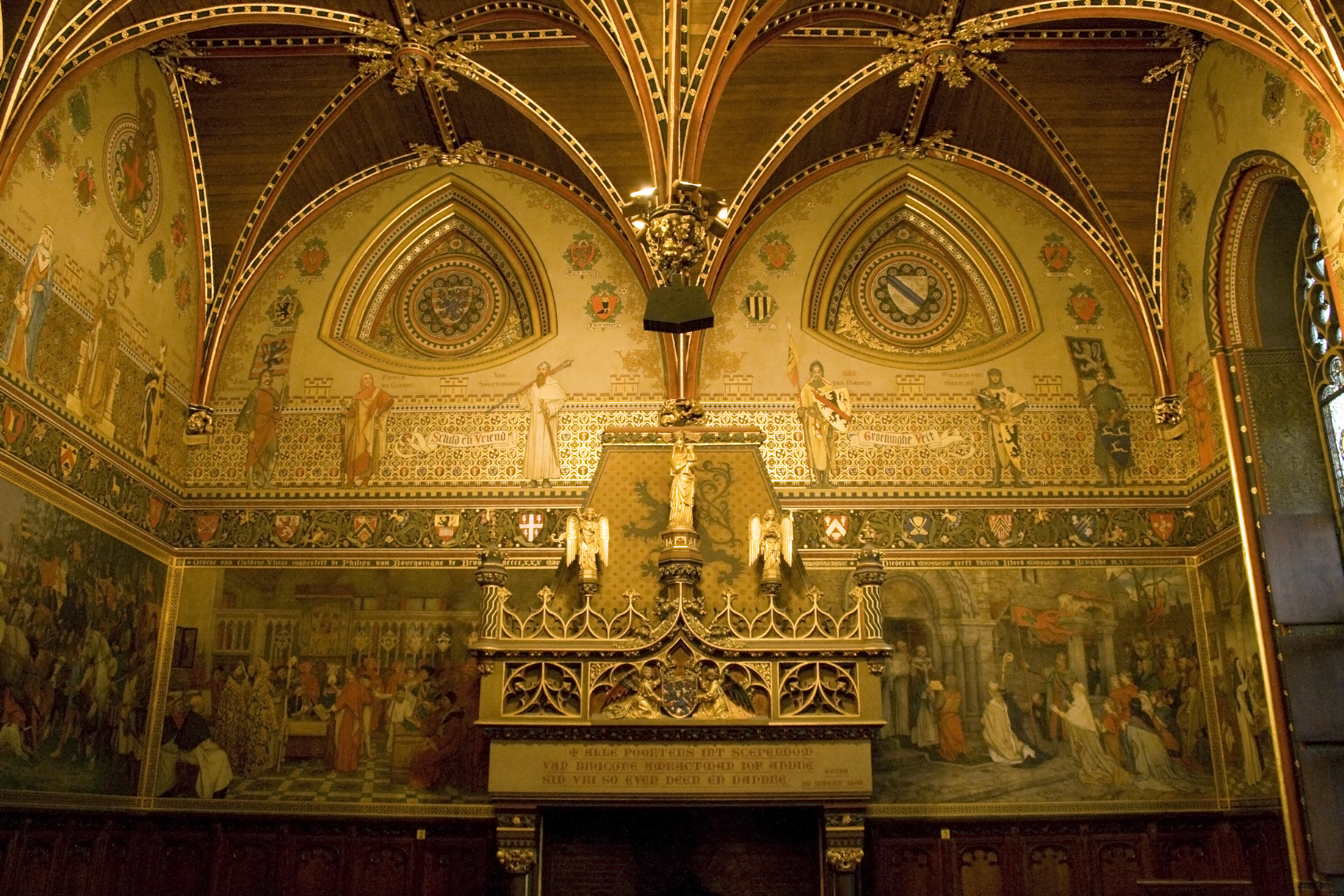
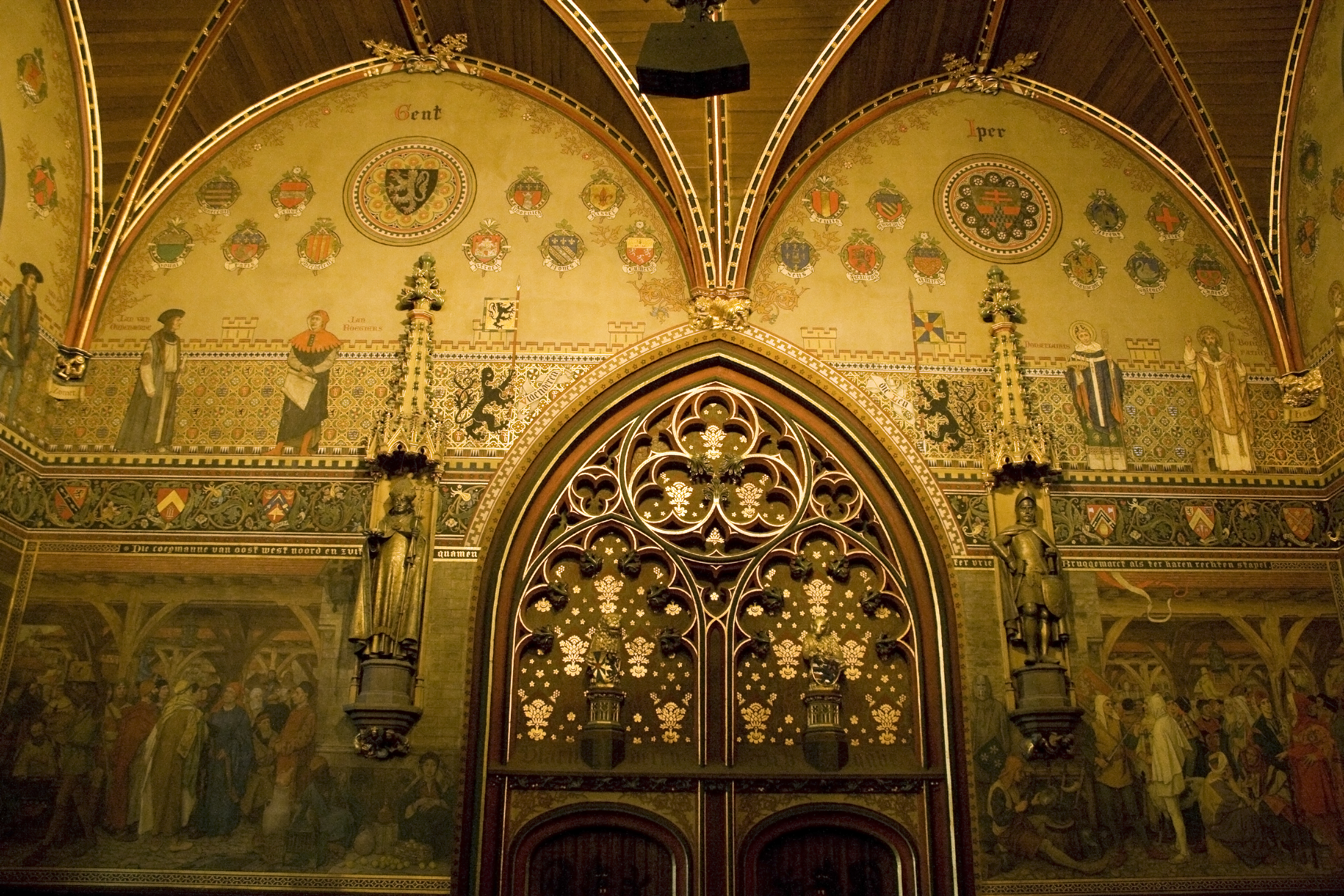
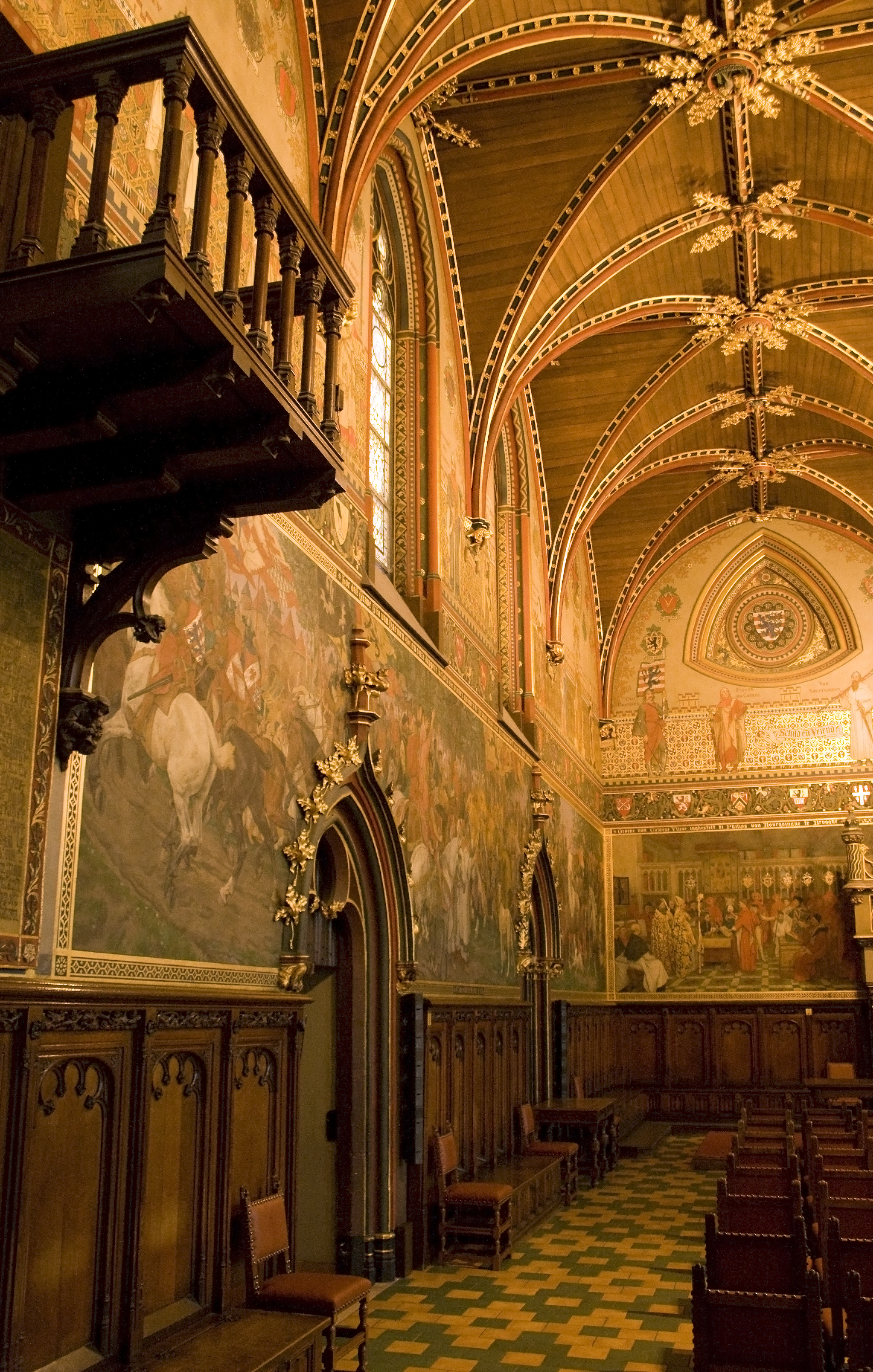
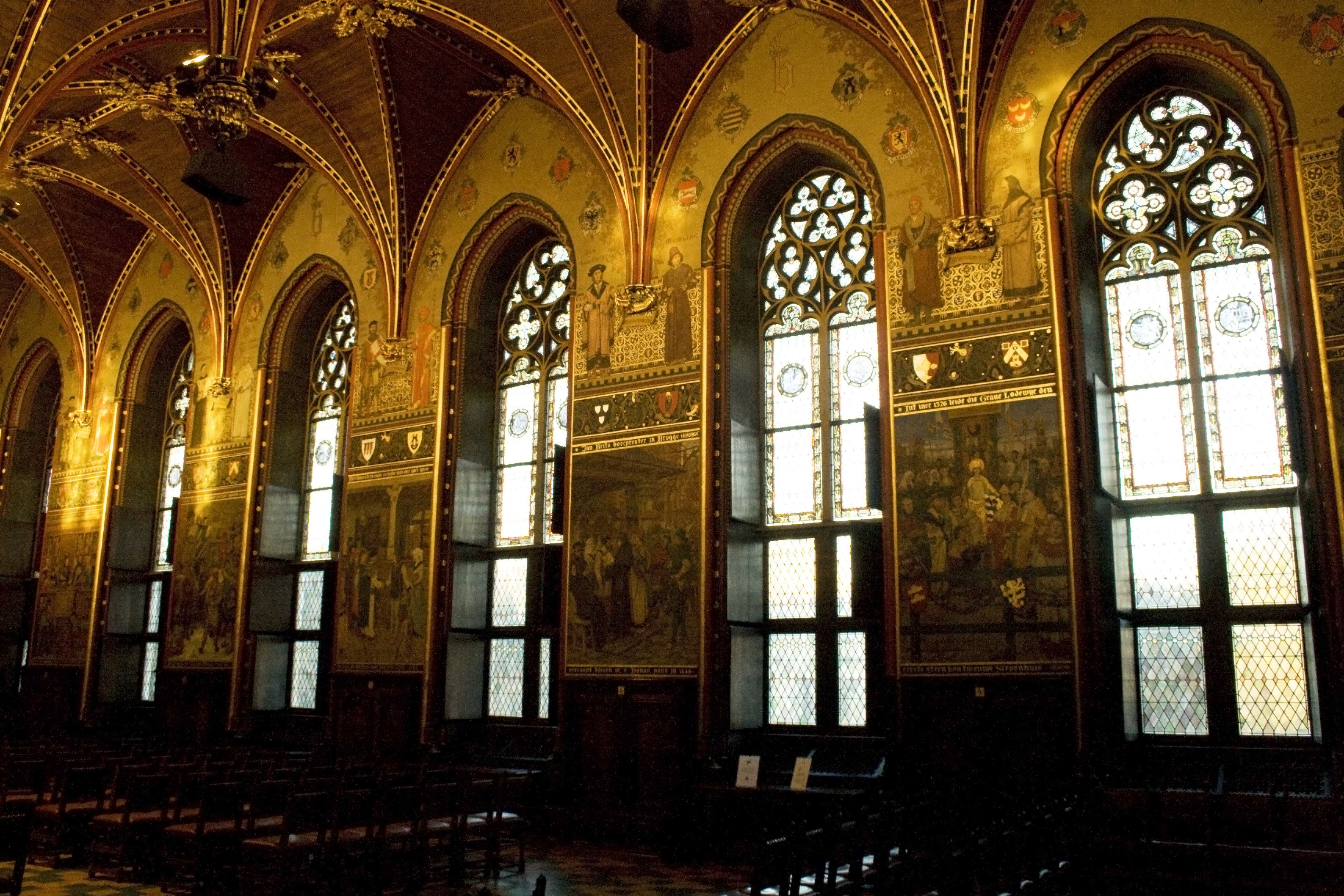

## A Történelmi terem
A csatlakozó Történelmi teremben található a tulajdonképpeni történelmi kiállítás a városról, amely a Polgár és kormányzat témát körüljárva mutatja be a sok évszázados hatalmi harcot a városi kormányzat, az uralkodók és a bruggei polgárok között.

## Fordítás
- Ez a szócikk részben vagy egészben  a   Stadhuis van Brugge című holland Wikipédia-szócikk fordításán alapul.  Az eredeti cikk szerkesztőit annak laptörténete sorolja fel. Ez a jelzés csupán a megfogalmazás eredetét és a szerzői jogokat jelzi, nem szolgál a cikkben szereplő információk forrásmegjelöléseként.

## Külső hivatkozások
- A Bruggemuseum-Stadhuis honlapja